# Șaru Bucovinei
Șaru Bucovinei – wieś w Rumunii, w okręgu Suczawa, w gminie Șaru Dornei. W 2011 roku liczyła 321 mieszkańców. 